# Oldenburger TB
O Oldenburger TB, oficialmente conhecido como Baskets Akademie Weser-Ems/Oldenburger TB, é um clube profissional de basquetebol baseado em Oldemburgo, Alemanha. O nome completo do clube é Oldenburger Turnerbund e desde 2010 faz parte do EWE Baskets Oldenburgo que o usa como equipe de desenvolvimento de suas equipes de base. Manda seus jogos no OTB Sporthalle am Haarenufer com capacidade para 560 espectadores.

## Histórico de Temporadas
| Temporada | Nível | Liga         | Pos. | Resultado        |
| --------- | ----- | ------------ | ---- | ---------------- |
| 2006-07   | 4     | Regionalliga | 4º   |                  |
| 2007-08   | 4     | Regionalliga | 6º   |                  |
| 2008-09   | 4     | Regionalliga | 11º  |                  |
| 2009-10   | 4     | Regionalliga | 4º   |                  |
| 2010-11   | 4     | Regionalliga | 6º   |                  |
| 2011-12   | 4     | Regionalliga | 1º   | Promovido        |
| 2012-13   | 3     | ProB         | 4    | Oitavas de Final |
| 2013-14   | 3     | ProB         | 3    | Campeão          |
| 2014–15   | 3     | ProB         | 3    | Campeão          |
| 2015–16   | 3     | ProB         | 5    | Oitavas de Final |
| 2017-18   | 3     | ProB         | 7    | Oitavas de Final |
| 2018-19   | 3     | ProB         | 4º   |                  |
| 2019-20   | 3     | ProB         | 9º   |                  |

## Títulos
ProB
- Campeões (2): 2013–14, 2014–15

1. Regionalliga Norte
- Campeões (1):2011-12